# Tehnofrig
Tehnofrig a fost o companie producătoare de utilaje pentru industria alimentară și echipamente frigorifice din Cluj-Napoca.
Compania, înființată în 1949, a fost privatizată în anul 2001, acționarul majoritar fiind Metalo Chimice Cluj-Napoca, cu 82% din titluri.
Tehnofrig producea linii de îmbuteliere pentru lichide, fabrici de lapte și bere, schimbătoare de căldură, echipamente pentru protecția mediului și utilaje frigorifice.
Cifra de afaceri:
- 2006: 3,5 milioane de euro (cu un profit net de 210.000 de euro).[4]
- 2005: 2,7 milioane euro [5]
- 2004: 2,5 milioane euro [6]

## Desființarea
În primii ani de după Revoluție, societatea Tehnofrig a achiziționat unele firme de stat, cum sunt Textile Încălțăminte, Legume Fructe, Metalochimice și Napochim, adunând în patrimoniul său aproape toate spațiile comerciale de la parterul blocurilor din cartierele clujene care aduc beneficii financiare enorme proprietarilor, din închiriere.
Fabrica Tehnofrig se întindea pe 11 hectare de teren cu front mare la două străzi, în apropierea gării, considerat de specialiștii imobiliari drept foarte valoros pentru investiții.
Prin Hotărârea Nr. 265 din 15 iulie 2010 a fost adoptat Planul Urbanistic Zonal care prevede că după desființarea halelor actuale, sau menținerea lor și modernizarea cu posibilă reconversie funcțională, să se realizeze dotări comerciale, servicii hoteliere, de alimentație publică, sedii ale unor companii, dotări pentru loisir, spații publice etc., necesare în zonă.
Tehnofrig a fost divizată în șase societăți (prin desprinderea unei părți din patrimoniul Tehnofrig și transmiterea acesteia către cinci societăți care au luat ființă: Tehnofrig Imobiliare, Tehnofrig Finance, Tehnofrig Parcul Rozelor, Tehnofrig Invest și Tehnofrig Center) pentru a putea fi transformată mai ușor într-un proiect imobiliar. Clădirile fostei fabrici de utilaje de frig Tehnofrig, care a funcționat în zona Gării din Cluj-Napoca, au fost demolate, iar pe o parte a terenului de peste 11 hectare s-a construit magazinul de bricolaj Dedeman.
Grupul Dedeman, controlat de frații Pavel, a preluat 3,6 ha din fosta platformă. Magazinul din spatele Gării Cluj-Napoca are o arie desfășurată de 17.890 mp și o parcare de 370 de locuri.